# Nemesis Days
Nemesis Days es un álbum documental y DVD de la banda finlandesa Stratovarius. Revela la historia de "Nemesis" y comparte su punto de vista sobre la evolución de la banda. Los fanes que han permanecido fieles a la banda durante tantos años son también una parte importante de este DVD documental. El film fue dirigido por el Argentino "Mariano Biasin".
Para completistas Stratovarius, el DVD incluye la primera publicación oficial de los vídeos más recientes de la música ("Halcyon Days", "Unbreakable" y el nuevo " If The Story Is Over").
"Nemesis" es el álbum que trajo la magia misteriosa en la vida de Stratovarius. El álbum asombró a todos y establece el principio de otro comienzo en la larga historia de la banda finlandesa. Con la sensación increíble para las melodías y su estilo potente y técnicamente elaborado, la banda una vez más visitó las " plantas superiores " de las listas de éxitos de todo el mundo (Finlandia : # 3 y básicamente, top 40 en todos los países del mundo). 
La canción "Unbreakable", inmediatamente se convirtió en una de las canciones más streaming de las bandas nunca, con miles de aficionados disfrutando de ella todos los días desde su lanzamiento. A lo largo de 2013, la banda dedicó su energía a la "Nordic nexo de Nemesis Tour" y entregó a sus seguidores más incondicionales con actuaciones en vivo inolvidables dondequiera que iban. Es con un espíritu de gratitud hacia los fanes que la banda accedió a liberar a una edición especial de "Némesis" - que ahora incluye un DVD documental completo.

## Lista de canciones
1. Abandon
2. Unbreakable
3. Stand My Ground
4. Halcyon Days
5. Fantasy
6. Out Of The Fog
7. Castles In The Air
8. Dragons
9. Kill It With Fire
10. One Must Fall
11. Fireborn
12. Hunter
13. If The Story Is Over
14. Nemesis
15. Old Man And The Sea

## Documentary: Nemesis Days
1. Intro
2. "Nemesis Days - The Starship Travelling"
3. "The World"
4. "Part I - The Album"
5. "Part II - The Tour"
6. "Part III - The Band"
7. "Unbreakable Live @ Havirov"
8. "Part IV - Life"
9. "Part V - Friends Around The World"
10. "Epilogue"
11. "Credits"

## Vídeos
1. "Halcyon Days" (from Nemesis)
2. "Unbreakable" (from Nemesis)
3. "If The Story Is Over" (from Nemesis)
4. "Deep Unknown" (from Polaris)
5. "Under Flaming Skies" (from Elysium)

## Miembros
1. Timo Kotipelto - Voz
2. Jens Johansson - Teclados
3. Lauri Porra - Bajo
4. Matias Kupiainen - Guitarra
5. Rolf Pilve - Baterista

## Créditos
1. Film Director [Documentary] – Mariano Biasin
2. Film Director – Mariano Biasin (pistas: DVD-2.2, DVD-2.3), Pekka Hara (pistas: DVD-2.1)
3. Film Director [Assistant] – Natán De Leo (pistas: DVD-2.3)
4. Film Editor, Producer – Facundo Puebla (pistas: DVD-1.1), Mariano Biasin (pistas: DVD-1.1), Verónica Biasin (pistas: DVD-1.1)
5. Art Direction – Florencia Momo (pistas: DVD-2.3)
6. Backing Vocals [The "Shark Finns"] – Alexa Leroux, Anna Maria Parkkinen, Anna-Maija Jalkanen, Ari "Homopomo" Sievälä*, "Great" Dane Stefaniuk*, James # # "Danger" Lascelles*, Jani "Liimis" Liimatainen*, Koop "The Pope" Arponen III*, Hepa "Waara" Waara*, Susanna Koski, Tipe "One Wheel" Johnson*
7. Bass – Lauri Porra
8. Booking [Finnish] – Jouko Karppanen
9. Booking [Rest Of World] – Twisted Talent Concerts
10. Cameraman – Facundo Puebla (pistas: DVD-2.2, DVD-2.3), Mariano Biasin (pistas: DVD-2.2, DVD-2.3), Verónica Biasin (pistas: DVD-2.2, DVD-2.3)
11. Co-producer [Production Assasin] – Kalle Keski-Orvola, Paavo Kurkela, Perttu Vänskä
12. Cover, Artwork – Gyula Havancsák*
13. Crew [Backline] – Ivan Muñoz* (pistas: DVD-1.1), Jonathan Guzman (pistas: DVD-1.1), Petteri Kontkanen (pistas: DVD-1.1), Sascha Gerbig (pistas: DVD-1.1)
14. Drums – Rolf Pilve
15. Guest [Special], Acoustic Guitar – Jani Liimatainen
16. Guest [Special], Whistling – Joakim Jokela
17. Guitar – Matias Kupiainen
18. Keyboards – Jens Johansson
19. Layout, Coordinator [Package] – Sander Nebeling
20. Management [For Twisted Talent] – Antje Lange, Gerald Wilkes
21. Mastered By – Mika Jussila
22. Mixed By – Matias Kupiainen
23. Performer [Cast, Boy] – Mario López Fernández (pistas: DVD-2.3)
24. Performer [Cast, Girl] – Bianca Bertoli (pistas: DVD-2.3)
25. Performer [Cast, Old Writer] – Jorge Villella (pistas: DVD-2.3)
26. Performer [Cast, Young Writer] – Franco Bottini (pistas: DVD-2.3)
27. Photography By [Band] – Nauska
28. Producer – Matias Kupiainen, Verdadera Imagen (pistas: DVD-2.2), Verdadera Imagen (pistas: DVD-2.3)
29. Producer [For Argentina Unit Production] – Verónica Biasin (pistas: DVD-2.3)
30. Producer [For Spain Unit Production] – Catalina Rufo González (pistas: DVD-2.3)
31. Product Manager – Sander Nebeling (pistas: 88888)
32. Recorded By – Matias Kupiainen
33. Screenwriter – Facundo Puebla (pistas: DVD-2.3), Mariano Biasin (pistas: DVD-2.3)
34. Technician [TM/Monitor] – Florian Lange (pistas: DVD-1.1), Jukka Wahlsten (pistas: DVD-1.1)
35. Video Editor – Facundo Puebla (pistas: DVD-2.2), Facundo Puebla (pistas: DVD-2.3), Mariano Biasin (pistas: DVD-2.2), Mariano Biasin (pistas: DVD-2.3), # # # Verónica Biasin (pistas: DVD-2.2), Verónica Biasin (pistas: DVD-2.3)
36. Vocals – Timo Kotipelto